# Dynasty Warriors 8
Dynasty Warriors 8 (真・三國無双7 Shin Sangoku Musōu 7, Chân Tam Quốc vô song 7) là một game thuộc thể loại hack and slash (chặt chém) và là phần thứ tám chính thức trong dòng game Dynasty Warriors. Trò chơi được phát triển bởi hãng Omega Force và phát hành bởi Tecmo Koei. Cốt truyện dựa trên cuốn tiểu thuyết lịch sử nổi tiếng Tam quốc diễn nghĩa của La Quán Trung. Game được công bố vào ngày 30 tháng 10 năm 2012 qua Tạp chí Jump và phát hành vào ngày 28 tháng 2 năm 2013 cho PlayStation 3 tại Nhật Bản. Ngày 3 tháng 4 năm 2013, hãng Tecmo Koei đã xác nhận rằng sẽ có một bản phát hành ở nước ngoài cho cả bản Bắc Mỹ và châu Âu vào tháng 7 năm 2013. Game được phát hành trên PlayStation 3 và Xbox 360 cho cả hai lần phát hành thực và kỹ thuật số. Tùy chọn phần lồng tiếng Anh và tiếng Nhật cũng đã quay trở lại, ngoài ra còn có thêm một tùy chọn thay đổi phụ đề tiếng Anh, tiếng Pháp hoặc tiếng Đức.
Có hơn 82 nhân vật trong game, hệ thống của trò chơi phần lớn đều dựa trên Dynasty Warriors 7 và tập trung vào việc thêm thắt nhiều nội dung cho khả năng chơi lại trong khi cũng điều chỉnh một số thứ cho hệ thống chiến đấu. Sau đó nhà sản xuất còn tung ra hai bản mở rộng nữa. Bản đầu tiên tên gọi Dynasty Warriors 8: Xtreme Legends được phát hành cho PlayStation 3 vào ngày 28 tháng 11 năm 2013 tại Nhật Bản và năm 2014 ở Bắc Mỹ và châu Âu. Các phiên bản dành cho PlayStation Vita và PlayStation 4 đều được phát triển, cả hai bản mở rộng với phiên bản gốc đều được gói gọn trong lần phát hành dưới tiêu đề Dynasty Warriors 8: Xtreme Legends Complete Edition. Phiên bản PlayStation Vita đã được phát hành vào cùng một ngày như PlayStation 3, trong khi phiên bản PlayStation 4 thì được phát hành như là tựa game khởi động cho hệ máy console này tại Nhật Bản, vào ngày 25 tháng 3 năm 2014 ở Bắc Mỹ, và ngày 4 tháng 4 năm 2014 ở châu Âu. Bản chuyển thể PC cho Complete Edition được phát hành vào ngày 13 tháng 5 năm 2014. Bản mở rộng thứ hai, Dynasty Warriors 8: Empires được phát hành cho PlayStation 3, PlayStation 4, và Xbox One vào ngày 20 tháng 11 năm 2014 tại Nhật Bản, với các phiên bản Bắc Mỹ và châu Âu được phát hành vào tháng 2 năm 2015 cho PlayStation 4, PlayStation 3, Xbox One và Microsoft Windows (thông qua Steam).

## Lối chơi

### Story Mode và Free Mode
Phần chơi chiến dịch (Story Mode) vẫn giữ lại cốt truyện theo cùng phe và các đoạn cắt cảnh liền mạch. Ngoài ra, mỗi nhân vật của phe "Other" đều có một màn kịch bản dành riêng cho họ, tạo thành phần chơi chiến dịch của phe này lần đầu tiên có trong dòng game. Các màn chơi hiện nay có sự tiến triển tự do hơn dành cho người chơi, không giống như các phần trước vốn chỉ là tuyến tính. Sự lựa chọn lên đến bốn nhân vật sẽ được cung cấp cho mỗi màn chơi trong Story Mode, thay vì điều khiển một nhân vật định trước; các mục tiêu nhiệm vụ trong mỗi màn sẽ khác hẳn tùy theo các nhân vật được chọn. Cốt truyện của bốn phe phái trong phần chiến dịch đã được viết lại hoàn toàn, tách thành hướng theo lịch sử và giả định đánh dấu mốc trong câu chuyện của họ. Mỗi nhiệm vụ có thể có một số mục tiêu tùy chọn giúp mở khóa thêm các màn ngoại truyện hoặc thay đổi tiến trình lịch sử, chẳng hạn như thời điểm xảy ra trận thủy công vào Phàn Thành thất bại và do đó cứu được mạng sống của Quan Vũ và cũng cứu Trương Phi tránh bị thủ hạ sát hại. Để mở khóa phần giả định, người chơi phải hoàn thành tất cả các mục tiêu tùy chọn trong cả hai phần chơi chiến dịch chính và phụ trước khi đến điểm nhấn trong cốt truyện. Game còn có thêm mục co-op trong phần chơi chiến dịch đều có thể chơi được cả offline và online. Tuy nhiên, mục co-op online chỉ dành cho PS3 và Xbox 360. Phiên bản PC không có mục chơi nối mạng. Trong phần trước, Dynasty Warriors 7, chế độ chơi chiến dịch chỉ là chơi đơn thuần túy.
Xtreme Legends còn bổ sung thêm phần chơi chiến dịch cho phe của Lã Bố, chủ yếu tập trung vào Lã Bố, Trần Cung và Trương Liêu. Ngoài ra, một loạt nhiệm vụ giả định đều được thêm vào phần chơi chiến dịch của bốn phe chính, chủ yếu là tái tạo lại các sự kiện lịch sử theo khuynh hướng giả định nhẹ (ví dụ, một màn của phe Ngụy được mở đầu bằng cảnh Tào Tháo tha mạng Lã Bố sau trận Hạ Bì và trọng dụng anh ta trong trận Quan Độ, rồi kịch bản của phe Thục là Lưu Bị theo về dưới trướng Tôn Sách hơn là Tào Tháo sau trận Tiểu Bái). Mỗi phe trong ba nước đều có "chiến dịch mini" hai phần xoay quanh nhân vật mới được giới thiệu đến từng phe (Vu Cấm, Pháp Chính và Chu Nhiên), riêng phe Tấn không có thêm nhân vật mới, chỉ có phần chiến dịch mini ba phần tái hiện phiên bản hư cấu của cuộc nổi loạn Chung Hội. Mỗi chiến dịch kết thúc bằng một nhiệm vụ phụ kỳ lạ vì không lấy bất kỳ mốc thời gian cụ thể nào cả. Các màn chơi kịch bản của phe "Other" đều có trong đây hết.
Âm nhạc cho phần giả định của mỗi Story Mode được lấy từ các phần Dynasty Warriors trước đây, với bốn bản remix đặc biệt dành cho game này (mỗi cái lấy từ Dynasty Warriors 3, 5, 6 và 7). Hơn nữa, nhạc chủ đạo của bốn phe chính từng được giới thiệu trong Dynasty Warriors 7 đều giữ nguyên và đang tiếp tục mở rộng trong soundtrack của Dynasty Warriors 8; Xtreme Legends còn thêm phần nhạc chủ đạo cho phe Lã Bố dựa trên bài nhạc chủ đề định kỳ của anh. Mục Free Mode lần đầu tiên vẫn được giữ nguyên kể từ thời Dynasty Warriors 6 về lại bản game chính. Người chơi sẽ được trao cơ hội hóa thân vào phe đối lập trong một số màn của Dynasty Warriors 3 và 4, thay vì bị buộc phải chơi trong một phe nhất định như trong Dynasty Warriors 7: Xtreme Legends.

### Ambition Mode
Game có đưa vào một chế độ chơi mới gọi là "Ambition Mode". Theo đó thì người chơi có nhiệm vụ tạo ra một khu cứ địa dành cho nông dân gọi là "Tongquetai Tower" và đưa vua Hiến Đế đến viếng thăm nơi này. Để nâng cấp tòa tháp, người chơi phải tham gia vào ba loại hình trận đánh khác nhau; các trận giao tranh (Skirmish) cung cấp vật liệu xây dựng tháp, các trận kiểu đột kích (Raid) làm tăng sự nổi tiếng, và những trận chiến quy mô lớn (Large) có thể tuyển mộ thêm người mới. Người chơi bắt đầu bằng tiệm bán vũ khí làm căn cứ chính duy ดูหนังออนไลน์ Lưu trữ ngày 9 tháng 7 năm 2021 tại Wayback Machine nhất của mình. Rồi mở rộng và phát triển dần khi thị trấn trở nên đông dân hơn. Cả địa bàn bao gồm một khu chợ, tiệm buôn, cửa hiệu thú cảnh, v.v...

### Challenge Mode
Giống như các bản Dynasty Warriors trước, Xtreme Legends còn thêm vào mục Challenge Mode, sử dụng các nhân vật có sẵn (đối lập với số nhân vật được tùy biến trong chế độ Story, Free, hay Ambition) đối với những trận thách đấu mang phong cách arcade. Trò chơi có tất cả năm minigame, mỗi minigame sẽ ban thưởng cho người chơi một loại vũ khí tùy biến dựa trên điểm số của nhân vật trong những trận thách đấu; có thể gồm luôn những loại vũ khí kèm theo các nguyên tố khó mà tìm thấy được trong bất kỳ chế độ nào khác.

### Cơ chế mới
Dynasty Warriors 8 còn bổ sung thêm phần Rage Mode; cơ chế này tương tự như hệ thống Musou Rage có từ hồi Dynasty Warriors 5. Người chơi cần để Rage Gauge cho đầy bằng cách đánh địch. Khi nạp đầy rồi, có thể bắt đầu từ lúc (bấm nút R3 trên hệ máy PS3 và PS4 và chạm vào màn hình nơi có thanh Gauge Rage đối với PS Vita) chỉ số của người chơi tăng đáng kể trong khi thanh đó vơi dần. Còn trong mục Rage Mode, thanh Musou của người chơi được sáp nhập và tự động đổ đầy vào; khi nhấn nút đánh Musou, người chơi có khả năng thi triển chiêu Rage Attack, một chiêu thức đầy uy lực gợi nhớ đến các chiêu Musou từ các bản Dynasty Warriors trong quá khứ, và nó sẽ làm thanh Musou của nhân vật vơi dần, và kết thúc khi nào người chơi tung ra chiêu Musou hay thanh đó trống không (Rage Gauge có thể bị cạn kiệt khi đang thi triển Rage Attack; Rage Mode sẽ kết thúc chừng nào làm xong Rage Attack).
Trong phần trước, mỗi nhân vật có thể chứa đến hai chiêu tấn công Musou; hay hai đòn đánh trên bộ (gọi là "Musou 1" và "Musou 2"; cái sau kích hoạt bằng cách nhấn nút tấn công Musou và chuyển đổi vũ khí cùng một lúc), hoặc chiêu đánh trên bộ và chiêu đánh trên không. Tại phần này, tất cả nhân vật đều có cả thảy là ba chiêu thức Musou, dù khả năng sử dụng các chiêu đánh trên không Musou và Musou 2 phải được mở khóa thông qua việc lên cấp nhân vật này.

### Cập nhật vũ khí
Trò chơi vẫn giữ nguyên hệ thống vũ khí EX từ Dynasty Warriors 7, mà sáu đòn tấn công bình thường và xung kích của mỗi nhân vật đều được quyết định hoàn toàn bởi hai loại binh khí mang theo; ngoài ra, mỗi nhân vật đều phải dựa vào một loại vũ khí duy nhất dùng để thi triển chiêu thức EX đặc biệt (một nhân vật cụ thể đánh theo chiêu xung kích) dành cho họ; trong bản Xtreme Legends mỗi nhân vật còn có thêm chiêu EX thứ hai. Từng nhân vật có thể trang bị hai loại binh khí và đổi qua đổi lại trong trận đánh bằng cách nhấn nút chuyển đổi vũ khí; một nhân vật có thể tung ra cú đánh Musou bất kể là cầm loại vũ khí gì. Không giống như Dynasty Warriors 7, mỗi nhân vật không còn chia sẻ loại vũ khí EX nữa; thay vào đó họ theo một loại vũ khí EX độc đáo riêng. Ví dụ như Tôn Kiên mang loại đao mới. Đây là loại đao có tổng cộng chín vòng nối với báng kiếm. Những chiếc vòng này có thể tạo ra loại âm thanh gây tổn hại lên quân địch. Tất cả chủng loại vũ khí từ Dynasty Warriors 7 và các bản mở rộng vẫn giữ nguyên với một số cái mới được thêm vào. Loại hình binh khí giờ đây có sự kết dính một trong ba yếu tố sau: 天 Thiên (Heaven), 地 Địa (Earth), 人 Nhân (Man). Với ba thuộc tính này gọi là mối quan hệ tương khắc sẽ kết nối cả ba tạo thành một cách vô hạn xác định thuộc tính nào sẽ vượt lên trên. Mối quan hệ tam giác này tương tự như trò oẳn tù tì theo kiểu "Nhân" khắc "Thiên", "Thiên" khắc "Địa" và "Địa" khắc "Nhân".

## Tính năng
Đồ họa của Dynasty Warriors 8 được nâng cấp đáng kể so với những phần trước đây trong dòng game, ít bị lag và vài vấn đề framerate. Các hiệu ứng thời tiết ở một số màn chơi đã được cải thiện và có nhiều mánh lới được tạo ra trong hệ thống, khiến lối chơi trở nên đặc biệt hơn. AI của quân địch và đồng minh trong bản này được thiết kế gây khó dễ cho những người chơi nào ít chú tâm đến các đồng minh của mình. Gần đây, AI của máy đã được chỉnh sửa lại thêm phần khó hơn tại các bản chuyển thể bên ngoài để thu hút giới game thủ Bắc Mỹ. Chỉ số tinh thần cũng trở lại như cũ. Người chơi giờ đây tha hồ gọi ngựa bằng cách nhấn nút L2 mà nếu bước xuống thì sẽ có thể tự động cưỡi con ngựa của mình. Bên cạnh đó, quần áo cũng sẽ bị vấy bẩn trong suốt quá trình chiến đấu.

## Nhân vật
Sau đây là danh sách 83 nhân vật chơi được trong game. Những nhân vật có sẵn theo mặc định là những người được lựa chọn trong màn đầu tiên của chiến dịch từng phe; các nhân vật khác chỉ có thể mở khóa tại những màn đầu tiên có trong mục Story Mode. Người chơi nhập dữ liệu lưu từ bản chính sang Xtreme Legends sẽ có những nhân vật mới mở khóa để dùng trong phần Story Mode và Free Mode theo mặc định, ngoài những nhân vật mà trước đó đã được mở khóa trong bản chính. Trong Xtreme Legends, nếu nhân vật bị đánh bại là đồng minh trong phần Ambition Mode hoặc nếu họ được thả ra để tăng cường cho viên thuộc tướng khác, họ sẽ bị khóa lại cho đến khi nào bị đánh bại và chiêu mộ lần nữa.
| Ngụy (Wei)                | Ngô (Wu)                          | Thục (Shu)                     | Tấn (Jin)                        | Khác (Other)               |
| ------------------------- | --------------------------------- | ------------------------------ | -------------------------------- | -------------------------- |
| Thái Văn Cơ (Cai Wenji)   | Đại Kiều (Daqiao)                 | Bào Tam Nương (Bao Sanniang)   | Đặng Ngải (Deng Ai)              | Trần Cung** (Chen Gong)    |
| Tào Tháo (Cao Cao)        | Đinh Phụng (Ding Feng)            | Pháp Chính** (Fa Zheng)        | Quách Hoài (Guo Huai)            | Điêu Thuyền (Diaochan)     |
| Tào Phi (Cao Pi)          | Cam Ninh (Gan Ning)               | Quan Bình (Guan Ping)          | Giả Sung* (Jia Chong)            | Đổng Trác (Dong Zhuo)      |
| Tào Nhân (Cao Ren)        | Hàn Đương* (Han Dang)             | Quan Sách (Guan Suo)           | Tư Mã Sư (Sima Shi)              | Lã Bố (Lu Bu)              |
| Điển Vi (Dian Wei)        | Hoàng Cái (Huang Gai)             | Quan Hưng* (Guan Xing)         | Tư Mã Ý (Sima Yi)                | Lã Linh Khởi** (Lu Lingqi) |
| Quách Gia (Guo Jia)       | Liên Thị (Lianshi)                | Quan Ngân Bình* (Guan Yinping) | Tư Mã Chiêu (Sima Zhao)          | Mạnh Hoạch (Meng Huo)      |
| Giả Hủ (Jia Xu)           | Lăng Thống (Ling Tong)            | Quan Vũ (Guan Yu)              | Vương Nguyên Cơ (Wang Yuanji)    | Viên Thiệu (Yuan Shao)     |
| Lý Điển* (Li Dian)        | Lã Mông (Lu Meng)                 | Hoàng Trung (Huang Zhong)      | Văn Ương* (Wen Yang)             | Trương Giác (Zhang Jiao)   |
| Bàng Đức (Pang De)        | Lỗ Túc* (Lu Su)                   | Khương Duy (Jiang Wei)         | Hạ Hầu Bá (Xiahou Ba)            | Chúc Dung (Zhurong)        |
| Vương Dị (Wang Yi)        | Lục Tốn (Lu Xun)                  | Lưu Bị (Liu Bei)               | Trương Xuân Hoa* (Zhang Chunhua) | Tả Từ (Zuo Ci)             |
| Hạ Hầu Đôn (Xiahou Dun)   | Tôn Sách (Sun Ce)                 | Lưu Thiện (Liu Shan)           | Chung Hội (Zhong Hui)            |                            |
| Hạ Hầu Uyên (Xiahou Yuan) | Tôn Kiên (Sun Jian)               | Mã Siêu (Ma Chao)              | Gia Cát Đản (Zhuge Dan)          |                            |
| Từ Hoảng (Xu Huang)       | Tôn Quyền (Sun Quan)              | Mã Đại (Ma Dai)                |                                  |                            |
| Hứa Chử (Xu Zhu)          | Tôn Thượng Hương (Sun Shangxiang) | Bàng Thống (Pang Tong)         |                                  |                            |
| Tuân Úc*** (Xun Yu)       | Thái Sử Từ (Taishi Ci)            | Ngụy Diên (Wei Yan)            |                                  |                            |
| Vu Cấm** (Yu Jin)         | Tiểu Kiều (Xiaoqiao)              | Tinh Thái (Xingcai)            |                                  |                            |
| Nhạc Tiến* (Yue Jin)      | Chu Thái (Zhou Tai)               | Từ Thứ (Xu Shu)                |                                  |                            |
| Trương Cáp (Zhang He)     | Chu Du (Zhou Yu)                  | Nguyệt Anh (Yueying)           |                                  |                            |
| Trương Liêu (Zhang Liao)  | Chu Nhiên** (Zhu Ran)             | Trương Bào* (Zhang Bao)        |                                  |                            |
| Chân Lạc (Zhenji)         |                                   | Trương Phi (Zhang Fei)         |                                  |                            |
|                           |                                   | Triệu Vân (Zhao Yun)           |                                  |                            |
|                           |                                   | Gia Cát Lượng (Zhuge Liang)    |                                  |                            |

* Chỉ những nhân vật mới trong dòng game

** Chỉ những nhân vật được thêm vào qua Dynasty Warriors 8: Xtreme Legends

*** Chỉ những nhân vật được thêm vào qua Dynasty Warriors 8: Empires

Chữ đậm Chỉ những nhân vật mặc định (chỉ dành cho Dynasty Warriors 8)

## Đón nhận
Trò chơi nhận được nhiều lời phê bình khác nhau cho tới tích cực. Trong số Famitsu 2013 Top 100, danh sách top 100 doanh số phần mềm bán lẻ Nhật Bản năm 2013 từ dữ liệu được thu thập bởi công ty mẹ của Famitsu Enterbrain, Dynasty Warriors 8 xếp hạng thứ 19, với 354,980 bản được tiêu thụ tại Nhật.

## Các phiên bản
Giống như các phần trước trong dòng game, Dynasty Warriors 8 còn có tới hai bản mở rộng. Bản đầu là Dynasty Warriors 8: Xtreme Legends (真・三國無双7 猛将伝 Shin Sangokumusō 7 Mōshōden) được phát hành cho PlayStation 3 và PlayStation Vita vào ngày 28 tháng 11 năm 2013 tại Nhật Bản trong lúc phiên bản PlayStation 4 được phát hành như tựa game khởi động cho hệ máy này ở Nhật Bản. Cả hai phiên bản đều được phát hành vào ngày 25 tháng 3 năm 2014 ở Bắc Mỹ và châu Âu ngày 4 tháng 4 năm 2014. Bản chuyển thể sang PC cũng được phát hành vào ngày 23 tháng 5 năm 2014 tại Nhật Bản cũng như ngày 13 tháng 5 năm 2014 tại Bắc Mỹ và châu Âu. Nó bao gồm các tính năng bổ sung không có trong Dynasty Warriors 8, chảng hạn như phần chiến dịch dành cho Lã Bố và phe của anh ta, những màn mới dành cho các phe còn lại và các nhân vật khác, nội dung mới cho chế độ Ambition Mode, Challenge Mode, chiêu thức EX mới cho từng nhân vật, và năm nhân vật mới gồm: Trần Cung, Pháp Chính, Lã Linh Khởi, Vu Cấm và Chu Nhiên. Bản mở rộng này cho phép mục chơi mạng đa hệ. Người chơi cũng có thể lựa chọn mua mỗi bản mở rộng này hay một gói cùng với phiên bản gốc (gọi là Dynasty Warriors 8: Xtreme Legends Complete Edition cho PS4, còn gọi là Dynasty Warriors 8 Portable cho PlayStation Vita) thông qua đĩa game hay tải về dạng số hóa.
Bản mở rộng thứ hai, Dynasty Warriors 8: Empires (真・三國無双7 Empires Shin Sangokumusō 7 Empires) được phát hành cho PlayStation 3, PlayStation 4 và Xbox One vào ngày 20 tháng 11 năm 2014 tại Nhật Bản và được phát hành vào tháng 2 năm 2015 tại Bắc Mỹ và châu Âu. Thêm bản chuyển thể sang cho PlayStation Vita bao gồm tất cả các DLC phát hành trước đó, cũng đã được công bố sẽ phát hành vào tháng 11 năm 2015. Giống như các bản mở rộng Empires trước đó, tập trung nhiều hơn vào hệ thống chiến đấu mang tính chiến lược và chiến thuật. Nó cho phép người chơi thay đổi quân kỳ, ngựa và binh lính của phe mình, cũng như xuất hiện cơ chế chiến lược có quy mô lớn, được tăng cường từ Dynasty Warriors 7: Empires. Bên cạnh hệ thống kết hôn ra, bộ tướng của người chơi còn có thể có con với người bạn đời của mình. Một nhân vật mới là Tuân Úc (Xun Yu) còn được thêm vào trong Empires.
Những hình ảnh của nhân vật trong game được sử dụng trong bản spin-off Dynasty Warriors Blast (真・三國無双 ブラスト Shin Sangokumusō Burasuto), một dạng game chơi bài mạng xã hội theo hình thức free-to-play dành cho điện thoại di động được phát hành vào ngày 31 tháng 7 năm 2014. Giống như tựa game xã hội 100man-nin si của dòng game chị em Samurai Warriors, trò chơi có một số lượng lớn các thiết kế nhân vật gốc ngoài các nhân vật của dòng Dynasty Warriors chính, một số người trong bọn họ có thể được làm dành cho dòng chính theo lời nhà sản xuất Suzuki.

### Empires
- Website chính thức bản Bắc Mỹ